# Simonskerke
Simonskerke was een dorp op het eiland Schouwen, nu Schouwen-Duiveland, in de Nederlandse provincie Zeeland. Het dorp lag op het gedeelte van Schouwen dat Zuidland werd genoemd.

## Geschiedenis
Simonskerke is waarschijnlijk in de 13e eeuw ontstaan als afsplitsing van Zuidkerke. Aanvankelijk heette het dorp 's Heer Simonskerke: deze naam verwijst naar Simon, de stichter van de dorpskerk. Deze Simon was een lokale machthebber en kan de ambachtsheer van het gebied zijn geweest. De naam van het dorp duikt in de bronnen op vanaf 1308.
In 1485 werd gemeld dat Simonskerke was overstroomd. In 1496 werd een inlaagdijk aangelegd en kwam een deel van Simonskerke - met de parochiekerk - in de inlaagpolder te liggen. Het dorp werd in 1534 definitief opgegeven.
De laatste pastoor was Jacobus Johanneszoon van Zuytkercke.